# Rúben Ribeiro
Rúben Tiago Rodrigues Ribeiro (Ramalde, 1 de Agosto de 1987) é um futebolista português, que desde 2023 joga no Chaves.
Formou-se nas escolas do Leixões. Depois de vários anos na equipa principal dos leixonenses, em 2009 chegou a ser anunciada a sua transferência para o Nacional, mas tal não chegou a ocorrer. Saiu do seu clube de formação em 2011, para o Penafiel, à altura a disputar a Segunda Liga. 
Posteriormente, Rúben jogou por diversos clubes da Primeira Liga portuguesa, como o Beira-Mar, Paços de Ferreira, Gil Vicente e Boavista, mas apenas na sua segunda passagem pelo Rio Ave (em 2014 foi emprestado aos de Vila do Conde pelo Paços, mas não ganhou o seu espaço), entre 2016 e 2018, conseguiu mostrar-se ao mais alto nível, destacando-se como um médio ofensivo com calibre driblador descaído para o flanco esquerdo.
Os bons desempenhos no Rio Ave espoletaram uma corrida pela sua contratação, na janela de transferências de inverno de 2017-2018, entre FC Porto e Sporting, ganha pelos leões. Em Alvalade, apesar de ter ganho o único título da sua carreira (uma Taça da Liga, dias depois de ser oficializado), não correspondeu às expectativas nele depositadas. Saiu do Sporting no verão seguinte, cinco meses depois de chegar, rescindindo o seu contrato na sequência do ataque à academia do clube.
Já com 31 anos, Rúben Ribeiro passou a primeira metade de 2018-19 desempregado, mas prosseguiu a sua carreira no Al Ain (EAU), clube que deixou uns meses depois para regressar a Portugal, aceitando a proposta do Gil Vicente. Seguiu-se uma passagem prolongada pelos turcos do Hatayspor, clube pelo qual o médio fez perto de cem jogos oficiais.
Atualmente, o jogador representa o Chaves, da Primeira Liga portuguesa, desde setembro de 2023.

## Títulos

### Sporting
- Taça da Liga: 2017–18